# Despoina

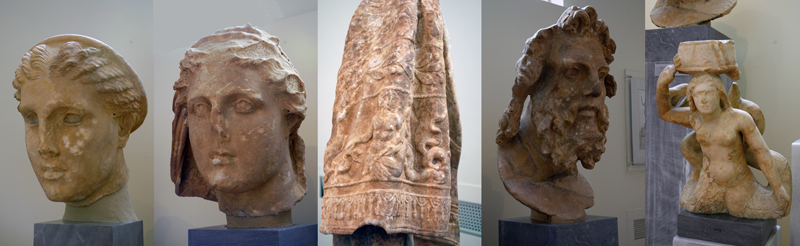
Fragmente aus dem Heiligtum von Lykosura. Von links nach rechts: Artemis, Demeter, Schleier der Despoina, Anytos und ein weiblicher Triton (NAMA, Athen)

Despoina (altgriechisch Δέσποινα Déspoina, deutsch ‚Herrin‘ oder ‚Gebieterin‘) gehört in der griechischen Mythologie zu den Gottheiten der Mysterien von Eleusis.
Pausanias berichtet, dass Demeter von ihrem Bruder Poseidon lüstern nachgestellt wurde, als sie trauernd auf der Suche nach ihrer von Hades entführten Tochter Persephone umherwanderte. Um der Belästigung zu entgehen, verwandelte sie sich in eine Stute und mischte sich unter die Herde des Onkios, eines mythischen Königs im arkadischen Onkeion, woraufhin sich Poseidon in einen Hengst verwandelte und sie so begattete. Frucht dieser Verbindung seien der unsterbliche Hengst Areion und die Despoina gewesen, deren Name nur den Eingeweihten genannt werden durfte, d. h. Despoina war (so wie Kore für Persephone) eigentlich nur ein Beiname. Den echten Namen der Despoina wagte Pausanias den Uneingeweihten nicht zu nennen.
An andere Stelle sagt Pausanias über eine Höhle in einem Berg namens Elaios nahe Phigalia, dass den Bewohnern der Stadt zufolge sich die über die Vergewaltigung erzürnte Demeter schwarz gekleidet (also als Demeter Melaina, d. h. „schwarze Demeter“) erschienen sei und sich für lange Zeit in dieser Höhle eingeschlossen habe, so dass niemand sie zu finden wusste, bis der durch Arkadien streifende Pan sie entdeckte. Da während der Zeit keine Feldfrucht wuchs, war das Menschengeschlecht am Verhungern. Zeus sandte daher die Moiren zu Demeter, die sie schließlich überreden konnten, ihren Zorn zu überwinden. Die Bewohner Phigalias hielten die Höhle daher für Demeter heilig und stellten darin ein Bildnis auf, das die Göttin sitzend mit einem Pferdekopf zeigte, aus dem Schlangen und andere Tiere kamen. In der einen Hand hielt sie eine Taube, in der anderen einen Delphin. Warum aber die Göttin genau so dargestellt wurde, sollte jedem klar sein, der sich nur ein wenig in den Traditionen auskenne, meinte an dieser Stelle Pausanias. Ein Eichenhain und eine Quelle seien dort auch.
Demeter und Persephone wurden zusammen als die Desponai in Olympia verehrt, wo sie einen Altar außerhalb des Altis hatten. Auch in Lykosura hatten Demeter und Despoina ein gemeinsames Heiligtum, bei dessen Beschreibung Pausanias eine aus einem einzigen Block geschaffene Statue der auf Thronen sitzenden Göttinnen Demeter und Despoina erwähnt, ein Werk des Damophon von Messene, von dem noch Teile erhalten sind. Demeter trägt eine Fackel in der einen Hand, ihre andere ruht auf Despoina, die auf den Knien einen Stab liegen hat und die mystische Cista, die sie mit der Rechten hält. Zu Demeters Seite steht Artemis. Diese trägt ein Hirschfell und einen Köcher. In der einen Hand hielt sie wie Demeter eine Fackel, in der anderen zwei Schlangen und zu ihren Füßen liegt ein Jagdhund. Neben der Despoina steht der Titan Anytos, der Erzieher der Despoina war. Er trägt Brustpanzer und Lanze. Vor dem Eingang des Tempels standen drei Altäre für Demeter, Despoina und die Mater megale, die „Große Mutter der Götter“.
In der eigentlichen Wortbedeutung „Herrin“ oder „Gebieterin“ erscheint Despoina sowohl als Beiname von Göttinnen wie
Athene,
Artemis,
Demeter,
Persephone oder
Hekate, als auch zur Bezeichnung der Ehefrau eines Herrschers und Hausherrin, z. B. wird Penelope in der Odyssee von Homer ebenfalls Despoina genannt.
Nach der Nymphe ist der Mond Neptun V benannt.